# Niemiecki Unitariański Związek Wyznaniowy
Niemiecki Unitariański Związek Wyznaniowy (w oryginale: Deutsche Unitarier Religionsgemeinschaft , w skrócie DUR) – organizacja zrzeszająca 1100 niemieckich unitarian oraz około 400 przyjaciół, bez regularnych ministrów.
Zrzesza 23 kongregacje i współpracującą, ale niezależną wspólnotę młodzieżową Bund Deutsch-Unitarischer Jugend (BDUJ). Członek ICUU.